# Føroya Arbeiðsgevarafelag
Føroya Arbeiðsgevarafelag (Færøernes Arbejdsgiverforening) forkortet FAG er Færøernes største hovedorganisation for arbejdsgivere. Organisationen har i dag 484 medlemmer, heraf 186 direkte indmeldte medlemsvirksomheder og 298 virksomheder, der er tilknyttet via de fire landsforeninger, som er tilsluttet organisationen. Medlemskab kan kun tildeles virksomheder, ikke enkeltpersoner.

Mens parterne i fiskerierhvervet var organiseret på landsplan allerede før 1. Verdenskrig, foregik forhandlingerne mellem de øvrige arbejdsgivere og arbejdstagere længe på lokalt plan. Siden stiftelsen i 1943 har Føroya Arbeiðsgevarafelags hovedopgave derfor været at deltage i lønforhandlinger med lønmodtagerorganisationerne. Desuden skal Føroya Arbeiðsgevarafelag påvirke regelværket for arbejdsmarkedet og erhvervslivet samt fremme arbejdsgivernes interesser i øvrigt.
Føroya Arbeiðsgevarafelag står også for driften af Vinnuhúsið i Tórshavn, hvor 16 arbejdslivsorganisationer holder til.

## Landsforeninger
- Føroya Handverksmeistarafelag (Færøernes Håndværksmesterforening)
- Arbeiðsgevarafelagið hjá fíggjarstovnum (Arbejdsgiverforeningen hos finansinstitutionerne)
- Føroya Prentsmiðjufelag (Færøernes Trykkeriforening)
- Reiðarafelagið fyri farmaskip (Rederiforeningen for fragtskibe)